# Georg Komnenos (Epirus)
Georg Komnenos (mittelgriechisch Γεώργιος Κομνηνός; † nach 1227) war ein byzantinischer Gouverneur im Despotat Epirus.

## Leben
Der paneugenestatos kyr Georg Komnenos war ein nicht näher bekanntes Mitglied der Dynastie Komnenos Dukas, die seit 1204 in Epirus herrschte, einem griechischen Nachfolgestaat des Byzantinischen Reiches, das infolge des Vierten Kreuzzugs zerfallen war. Er war mit einer Theodora Komnene verheiratet, wahrscheinlich jene Tochter Michaels I., deren vom serbischen Großžupan Stefan Nemanjić um 1215/16 angestrebte Ehe mit seinem Sohn Radoslav von der Kirche wegen zu naher Verwandtschaft (5. Grad) verboten worden war. 
Unter Theodoros I. Komnenos Dukas war Georg Komnenos um 1222 als Gouverneur (Dux) mit der zivilen und militärischen Verwaltung des 1219 wiedererrichteten Themas Skopje betraut. Günter Prinzing hält ihn für identisch mit einem bei Demetrios Chomatenos erwähnten anonymen Sebastokrator, der im Raum Skopje über Landbesitz verfügte. Dieser hohe Titel, der in der byzantinischen Hofhierarchie dem Rang eines Vizekaisers entsprach, kann ihm nur im Zeitraum zwischen 1225/27 und 1230 verliehen worden sein, als Theodor I. als Basileus in Thessaloniki regierte.